# کنچیتا تومی
کُنچیتا تومِی (انگلیسی: Concetta Tomei؛ زادهٔ ۳۰ دسامبر ۱۹۴۵) یک هنرپیشه تئاتر، سینما و تلویزیون اهل ایالات متحده آمریکا است.

## گزیدهٔ آثار

### سینما
- به مامان نگو پرستار بچه مرده (۱۹۹۱)
- تأثیر عمیق (۱۹۹۸)

### تلویزیون
- جراحی پلاستیک (۲۰۱۰)
- علف (۲۰۰۵)